# Brillantaisia lancifolia
Brillantaisia lancifolia är en akantusväxtart som beskrevs av Gustav Lindau. Brillantaisia lancifolia ingår i släktet Brillantaisia och familjen akantusväxter. Inga underarter finns listade i Catalogue of Life.